# 笠間稲荷神社東京別社
笠間稲荷神社 東京別社（かさまいなりじんじゃ とうきょうべっしゃ）は、東京都中央区日本橋浜町にある神社。その名の通り、茨城県笠間市（旧・笠間藩）に鎮座する笠間稲荷神社の東京別社である。

## 概要
元々当地には、延宝9年（1681年）に牧野成貞が徳川綱吉から拝領した土地に建てられた下屋敷・庭園があった。延享4年（1747年）に長男・牧野貞通が笠間藩主となると、先例に倣いその地にあった胡桃下稲荷神社（紋三郎稲荷・笠間稲荷神社）を祈願所とし、後代の安政6年（1860年）にその分霊が江戸下屋敷内の現在地に祀られ奉斎されるようになった。
廃藩後、牧野邸は本所緑町に移転し、当社は牧野家の願いにより、明治21年（1888年）から笠間稲荷神社が東京別社として直接管理・奉祀することになった。
大正12年（1923年）9月、関東大震災に社殿を焼失するが、直ちに再建された。昭和20年（1945年）3月には、東京大空襲により社殿が焼失するが、同年12月に本社の援助により本殿と仮社務所を再建、昭和28年（1953年）9月に拝殿を再建、昭和32年（1957年）に社務所、翌昭和33年（1958年）に玉垣、昭和53年（1978年）には幣殿が完成した。

## 日本橋 七福神めぐり
近隣の神社と共に「日本橋七福神めぐり」の一社になっている。
- 笠間稲荷神社 東京別社（寿老神）
- 小網神社（福禄寿）
- 水天宮（弁財天）
- 末廣神社（毘沙門天）
- 椙森神社（恵比寿）
- 松島神社（大黒天）
- 茶ノ木神社（布袋）